# 魚屋北渓
魚屋 北渓（ととや ほっけい、安永9年〈1780年〉 - 嘉永3年4月9日〈1850年5月20日〉）とは、江戸時代後期の浮世絵師。

## 来歴
葛飾北斎の門人。北斎門人の中では、蹄斎北馬とともに双璧とされる。姓岩窪、名は初五郎。後に金右衛門と改めた。諱は辰行。拱斎、葵岡（あおいがおか）、葵園、呉北渓などと号す。四谷鮫ヶ橋で母里藩主松平志摩守家御用達の魚屋を営んでいたので、魚屋と称している。初めは狩野養川院惟信に学び、後に北斎門人となった。その後画業一筋の生活に入り、赤坂桐畑へ転居して葵岡と号した。
ただし、『江戸方角分』は赤坂の部、北渓の項で俗称について「永井町　肴屋　初太郎」とする。
寛政12年（1800年）頃の狂歌本の挿絵が初作で、以降50年に及ぶ長い作画期の大半は狂歌本、狂歌摺物の制作であった。これらは狂歌を趣味とする人たちの集まりが自作を発表するという自費出版であり、市販のものとは異なり印刷に金をかけ、巧妙な彫り、摺りを施した贅沢な作りのものが多かった。錦絵は少ないが、肉筆画、色紙判摺物、狂歌絵本の挿絵などに数多く秀作を残している。特に代表作として横長判の揃物「諸国名所」シリーズや、『北里十二時』、『北渓漫画』などは著名である。滝沢馬琴作の『近世説美少年録』の挿絵なども知られている。また杉並区堀ノ内にある妙法寺には、北渓の描いた大絵馬「お題目図」があり、これは南無妙法蓮華経の題目を子供も含めて15人の人々が礼拝している図で、師の北斎の画法と良く似た特色を持つ大作かつ傑作である。この「お題目図」は板地4枚に金、胡粉を塗り、金泥を引いたもので、「文政四年巳歳五月吉旦　願主神田龍閑橋餅屋安兵衛」と記されている。嘉永元年（1848年）頃まで作画をしていた。享年71。墓所は、杉並区和田の立法寺（りゅうほうじ）である。葵園老人北渓君之墓とある。辞世の句は「あつくなく寒くなく又うえもせず憂き事しらぬ身こそ安けれ」。
門人には岳亭春信のほか、岸本渓雪、渓里、渓由、葵岡（あおいがおか）渓月、岡田渓松、葵岡渓栖、渓林がいる。何れも文政期に活躍、渓里は拱一とも号し、渓林は鶴屋といったという。渓由の作品には錦絵「梅花」があり、渓月、渓松には摺物の作品があるという。

## 作品

### 版画
- 「古今狂歌撰」　大短冊判揃物
- 「諸国名所」　横大短冊判揃物　天保5年～天保6年頃
- 「春の三又」
- 「武者松竹梅番続　竹　篠塚伊賀守」　色紙判摺物　千葉市美術館所蔵　文政末期頃
- 「三升家のげい三番 矢の根」色紙判錦絵 ベルリン国立東洋美術館所蔵 文政前期
- 「富士」 色紙判錦絵 ベルリン国立東洋美術館所蔵 文政後期‐天保

### 版本
- 『北里十二時』　風俗絵本　石川雅望作
- 『北渓漫画』　絵本
- 『近世説美少年録』第二輯　読本　曲亭馬琴作　文政13年

### 肉筆画
| 作品名                 | 技法             | 形状・員数        | 寸法（縦x横cm） | 所有者               | 年代                    | 落款・印章                          | 備考                             |
| ---------------------- | ---------------- | ----------------- | --------------- | -------------------- | ----------------------- | ----------------------------------- | -------------------------------- |
| 玉川布ざらし図         | 絹本着色         | 1幅               | 113.4x43.1      | 東京国立博物館       |                         | 款記「北溪」/「拱齋」朱文円印       |                                  |
| 猿引きと猿・海老にイカ | 絹本着色         | 2幅（めくり合貼） |                 | 国立歴史民俗博物館   |                         |                                     |                                  |
| 立美人図               | 紙本着色         | 1幅               | 99.5x28.5       | 板橋区立美術館       |                         |                                     |                                  |
| 洗髪美人図             | 絹本着色         | 1幅               |                 | ニューオータニ美術館 |                         |                                     |                                  |
| 金太郎と猪図           | 紙本墨画淡彩     | 1幅               |                 | 千葉市美術館         |                         |                                     |                                  |
| 伊勢八店の絵           | 板絵             | 絵馬1面           |                 | 天神社（いすみ市）   |                         |                                     | いすみ市指定文化財               |
| 母と子                 | 絹本着色         | 1幅               | 55.0x104.8      | 大英博物館           | 1820年（文政3年）頃     | 款記「葵岡／北渓」/「拱齋」朱文円印 |                                  |
| 老翁奇瑞の図           | 板地著色         | 絵馬1面           | 120.0x196.0     | 妙法寺 (杉並区)      | 1821年（文政4年）       |                                     | 杉並区指定有形民俗文化財（信仰） |
| 大原女図               | 紙本着色         | 1幅               |                 | 砂子の里資料館       | 1825年（文政8年）頃     |                                     |                                  |
| 大原女図               | 絹本着色         | 1幅               | 77.0x32.5       | 大英博物館           | 1825-29年（文政後期）頃 | 款記「北渓」/「葵岡」朱文方印       |                                  |
| 見立羅生門図           |                  | 1幅               | 50.2x64.6       | ボストン美術館       | 1818-30年（文政年間）頃 | 款記「北渓」/「拱齋」朱文円印       |                                  |
| 鯉と福寿草図           | 絹本着色         | 1幅               |                 | 日本浮世絵博物館     |                         |                                     |                                  |
| 鮭とねずみ図           | 絹本着色         | 1幅               |                 | 葛飾北斎美術館       |                         |                                     |                                  |
| 落雁を見る母子         | 絹本着色         | 1幅               | 37.6x54.8       | ボストン美術館       | 天保年間                | 款記「北渓」                        |                                  |
| 新春富嶽図             | 絖（こう）本着色 | 1幅               | 58.8x49.3       | 熊本県立美術館       | 弘化4年（1847年）       |                                     |                                  |